# Cerro Tasajero
Cerro Tasajero är en ås i Colombia.   Den ligger i departementet Norte de Santander, i den norra delen av landet, 400 km norr om huvudstaden Bogotá.